# Азербайджански манат
Манат (код: AZN) е валутата на Азербайджан. Тя е разделена на 100 qəpik(гяпик). Думата манат е заимствана от руската дума „монета“, която се произнася като „манта“ и от латински. Манат е било определението на Съветската рубла в азербайджанския и туркменския език.
Символ на азербайджанския манат е  бил добавен в Юникод като U+20BC през 2013 година. Малка буква m. или man. могат да се използват като заместител на знака за манат.

## Първи манат, 1919 – 1923 г.
Азербайджанската Демократична Република и наследникът ѝ, Азербайджанската ССР, издават своя собствена валута между 1919 и 1923 година. Валутата се нарича манат (منات) на азерски език и рубла на руски език, с обозначение и на двата езика (а понякога и на френски език) върху банкнотите. Манатът заменя първата Закавказка рубла и бива заменен от втората Закавказка рубла, след като държавата влиза в състава на Закавказска Съветска Федеративна Социалистическа Република. Не е създадено делене на валутата и тя съществува само във формата на банкноти.

### Банкноти
Демократична Република е емитирала банкноти с деноминации от 25, 50, 100, 250 и 500 маната, докато Съветската Социалистическа Република е емитирала банкноти, със стойност 5, 100, 1000, 5000, 10 000, 25 000, 50 000, 100 000, 250 000, 1 млн. и 5 млн. маната.

## Втори манат, 1992 – 2006 г.
Вторият манат е въведен на 15 август 1992 година. Има ISO 4217 код AZM и заменя Съветската рубла по курс 10 рубли за 1 манат.
От началото на 2002 до началото на 2005 г., обменния курс е достатъчно стабилен (варирайки в рамките на 4770 – 4990 маната за щатски долар). От пролетта на 2005 година се наблюдава малък, но стабилен ръст в стойността на маната по отношение на щатския долар. В края на 2005 г. един долар струва 4591 маната. Банкнотите под 100 маната на практика изчезват след 2005 г., както и гяпик монетите.

### Монети
Монети са били пуснати със стойности от 5, 10, 20 и 50 гяпик, през 1992 и 1993 година. Въпреки че за монетите отсечени през 1992 година са използвани месинг и медно-никелова сплав, следващите монети са направени от алуминий.

### Банкноти
Емитираните банкноти са със следните стойности:
- 1, 5, 10, 250 маната (емитирани за първи път на 15 август 1992 г.)
- 50, 100, 500, 1000 маната (емитирани за първи път в началото на 1993 г.)
- 10 000 маната (емитирана за първи път през август 1994 г.)
- 50 000 маната (емитирана за първи път през май 1996 г.)

Банкнотите от 1 до 250 маната изобразявали Момината кула в Баку.

## Трети манат, 2006 г.
На 1 януари 2006 г. нов манат (ISO 4217 код AZN, наричан още „манат (национална валута)“) е въведен и е равен на 5000 стари маната. От 1 октомври 2005 г., цените са едновременно в стари и нови манати, за да се улесни преходът. Монетите, които не били използвани от 1993 г., поради инфлацията, са възстановени. Старият манат (код ISO 4217 AZM) остава в обращение до 31 декември 2006 година.

### Символ
Символът на новия азербайджански манат, ₼ (), е създаден от Робърт Калина през 2006 година е добавен в Юникод (+20BC) през 2013 година, след отказания прием на предложението в периода между 2008 и 2011 г. Дизайнът на окончателния символ на азербайджанския манат е вдъхновен от дизайна на знака на еврото (€), въз основа на първоначалната оферта на Микита Йевстифейев, и напомня на обърнат на 90° по посока на часовниковата стрелка знак на еврото, с една-единствена чертичка по средата.

### Монети
В обращение са монети от 1, 3, 5, 10, 20 и 50 гяпика. Повечето от монетите приличат по размера и формата си на различни еврови монети. Най-лесно се забелязва при биметалните 50 гяпика (подобно на €2 монети) и 10 гяпика (испанско цвете, както 20 цента). Монети за първи път са пуснати в обращение през януари 2006 г. и нямат година изписана върху себе си.
| Монетите на новия манат от 2006 г. | Монетите на новия манат от 2006 г. | Монетите на новия манат от 2006 г. | Монетите на новия манат от 2006 г. | Монетите на новия манат от 2006 г.                                    | Монетите на новия манат от 2006 г. | Монетите на новия манат от 2006 г.    | Монетите на новия манат от 2006 г.                    |
| Снимка                             | Стойност                           | Технически параметри               | Технически параметри               | Технически параметри                                                  | Описание                           | Описание                              | Описание                                              |
| Снимка                             | Стойност                           | Диаметър                           | Тегло                              | Състав                                                                | Гурт                               | Лице                                  | Гръб                                                  |
| ---------------------------------- | ---------------------------------- | ---------------------------------- | ---------------------------------- | --------------------------------------------------------------------- | ---------------------------------- | ------------------------------------- | ----------------------------------------------------- |
|                                    | 1 гяпик                            | 16.25 mm                           | 2.8 g                              | Стомана с медно покритие                                              | гладък                             | Тема: Култура традиционни инструменти | Карта на Азербайджан, името на държавата и стойността |
|                                    | 3 гяпик                            | 18.00 mm                           | 3.45 g                             | Стомана с медно покритие                                              | назъбен                            | Тема: Литература                      | Карта на Азербайджан, името на държавата и стойността |
|                                    | 5 гяпик                            | 19.75 mm                           | 4.58 g                             | Стомана с медно покритие                                              | Reeded                             | Тема: История Момина кула в Баку      | Карта на Азербайджан, името на държавата и стойността |
|                                    | 10 гяпик                           | 22.25 mm                           | 5.25 g                             | Месингована стомана                                                   | назъбен (испанско цвете)           | Тема: Карабах                         | Карта на Азербайджан, името на държавата и стойността |
|                                    | 20 гяпик                           | 24.25 mm                           | 6.6 g                              | Месингована стомана                                                   | от части назъбен                   | Тема: Образование и бъдеще            | Карта на Азербайджан, името на държавата и стойността |
|                                    | 50 гяпик                           | 25.5 mm                            | 7.7 g                              | Вътрешен кръг: месингована стомана Външен пръстен: неръждаема стомана | от части назъбен                   | Тема: Икономика и прогрес             | Карта на Азербайджан, името на държавата и стойността |

### Банкноти
Банкноти в обращение са 1, 5, 10, 20, 50 и 100 маната. Дизайнът им е изработен от австриеца Роберт Калина, който също изработва дизайна на сегашните банкноти евро и сирийски лири. Поради този факт, банкнотите изглеждат подобни на евровите.
| Нов манат (2006 г. – ) | Нов манат (2006 г. – ) | Нов манат (2006 г. – ) | Нов манат (2006 г. – ) | Нов манат (2006 г. – ) | Нов манат (2006 г. – ) | Нов манат (2006 г. – )                                    |
| Снимка                 | Снимка                 | Стойност               | Размери                | Основен цвят           | Описание | Описание                                                  |
| Лице                   | Гръб                   | Стойност               | Размери                | Основен цвят           | Лице | Гръб                                                      |
| ---------------------- | ---------------------- | ---------------------- | ---------------------- | ---------------------- | --- | --------------------------------------------------------- |
|                        |                        | 1 manat                | 120 × 70 mm            | сив                    | Тема: Култура Азербайджански фолклорни инструменти (daf, kamancheh, tar)                                                                                             | Орнаменти от Азербайджански килими                        |
|                        |                        | 5 manat                | 127 × 70 mm            | оранджев               | Тема: Литература Древни писатели, поети и книги от Азербайджан с написана част от националния химн и букви от съвременната азербайджанска азбука.                    | Скални картинки от Гобустан, пример за Орхонска писменост |
|                        |                        | 10 manat               | 134 × 70 mm            | син                    | Тема: История Старото Баку, the Palace of the Shirvanshahs и Момината кула на фона на Icheri Sheher wall                                                             | Орнаменти от Азербайджански килими                        |
|                        |                        | 20 manat               | 141 × 70 mm            | зелен                  | Тема: Карабах Символи на мощта (меч, каска и щит) | Символа на мира                                           |
|                        |                        | 50 manat               | 148 × 70 mm            | жълт                   | Тема: История и бъдеще Младежи, стълби (като символ на прогреса), слънцето (като символ на сила и светлина) и химични и математически знаци (като символ на науката) | Орнаменти от Азербайджански килими                        |
|                        |                        | 100 manat              | 155 × 70 mm            | Mauve                  | Тема: Икономика и развитие Архитектурни символи от античността до наши дни, символа на маната () и символи на икономическо развитие                                  | Орнаменти от Азербайджански килими                        |

#### По-късни промени
- През 2009 г. Azərbaycan Milli Bankı (Национална банка на Азербайджан) е преименувана на Azərbaycan Mərkəzi Bankı (Централната банка на Азербайджан). През 2010 г. банкнотата със стойност 1 манат бива преиздадена с новото име на емитиращата я банка, а през 2012 г. същото се случва и с банкнотата с номинал 5 маната.

| Лице | Гръб | Описание        |
| ---- | ---- | --------------- |
|      |      | 1 манат (2009)  |
|      |      | 5 маната (2009) |

- През 2011 г. Министерството на финансите на Азербайджан обяви, че обмисля емитиране на банкноти със стойност от 2 и 3 маната, както и със стойности над 100 маната[5] През февруари 2013 г. Централната банка на Азербайджан обяви, че не възнамерява да емитира банкноти, по-големи от 100 маната, преди 2014 г.[6]